# Коринт (Њујорк)
Коринт (енгл. Corinth) град је у америчкој савезној држави Њујорк.

## Демографија
По попису из 2010. године број становника је 2.559, што је 85 (3,4%) становника више него 2000. године.
| Група             | 2000.         | 2010.         |
| Белци             | 2.412 (97,5%) | 2.438 (95,3%) |
| Афроамериканци    | 7 (0,3%)      | 12 (0,5%)     |
| Азијати           | 8 (0,3%)      | 18 (0,7%)     |
| Хиспаноамериканци | 29 (1,2%)     | 34 (1,3%)     |
| Укупно            | 2.474         | 2.559         |